# Yeardley Smith
Martha Maria Yeardley Smith (Paris, 3 de julho de 1964), atriz e dubladora, mais conhecida por fornecer a voz de Lisa Simpson na série animada de televisão Os Simpsons.
É a filha de Joseph Yeardley "Joe" Smith (10 de maio de 1931 - 17 de janeiro de 2006). Além de fornecer a voz para Lisa Simpson, também dubla outros personagens nos Simpsons. Foi casada com Christopher Grove (1990 - 1992). (divorciada)
Casou pela segunda vez com Daniel Erickson em 2002, com quem vive até hoje.
Originalmente era para o papel de Bart quando fez um teste em "Os Simpsons" (1989), mas sua voz era elevada e soava como uma menina, então ela quando iliminou sua voz um pouco acima e fez o teste, ganhou o papel de Lisa. Ironicamente, Nancy Cartwright leu originalmente para Lisa, mas foi dado o papel de Bart.
Fez também uma participação na série The Big Bang Theory

## Início de vida
Smith nasceu em 3 de julho de 1964, em Paris, França. Seu pai, Joseph Smith, trabalhou para a United Press International em Paris e mudou-se para Washington, D.C., em 1966, onde se tornou o primeiro editor oficial de obituários do The Washington Post. Sua mãe, Martha Mayor, era conservadora de papel das Galerias Freer e Sackler do Smithsonian Institution. Os pais de Smith se divorciaram mais tarde. Seu avô materno era o historiador de arte A. Hyatt Mayor, e entre seus bisavós estavam o biólogo marinho e zoólogo Alpheus Hyatt e a artista e escultora Harriet Randolph Hyatt Mayor. Ela também é sobrinha paterna do cientista político, historiador e especialista em estudos latino-americanos Peter H. Smith. Smith rotulou sua família de "classe superior e reservada". Quando criança, Smith era frequentemente provocada por causa de sua voz incomum. Smith declarou: "Eu pareço praticamente da mesma maneira desde os seis anos. Talvez [minha voz esteja] um pouco mais profunda agora." Ela fez sua estreia como atriz em uma peça da sexta série.

## Carreira

### Início de carreira
Smith se tornou uma atriz profissional em 1982. Depois de aparições em uma série de peças escolares, ela se juntou ao grupo de teatro local Arena Stage em um aprendizado, participando de sua produção de Peter Pan. Ela estrelou várias outras peças em Washington. Ela se mudou para Nova York em 1984 e apareceu na produção da Broadway da peça de Tom Stoppard, The Real Thing, ao lado de Jeremy Irons e Glenn Close.
O primeiro papel de Smith no cinema veio em Heaven Help Us (1985). Ela então interpretou Putter em The Legend of Billie Jean (também 1985). O filme foi um fracasso de bilheteria e criticado pela crítica, embora Smith "pensasse que seria o filme que lançaria minha carreira. E então saiu nas bilheterias cerca de 10 dias antes de morrer." Quando as filmagens terminaram, ela voltou a se juntar ao The Real Thing antes de ficar desempregada por seis meses. Smith se preocupou que sua carreira tivesse acabado. No entanto, no ano seguinte, ela interpretou Connie em Maximum Overdrive (1986) de Stephen King, observando que era "verdadeiramente um filme terrível, mas eu tive um grande papel nele."
Smith mudou-se para Los Angeles em 1986 com a "semi-promessa" de um papel em um filme de TV. Após a audição, o papel foi dado a outra atriz. Smith percebeu "que as pessoas não querem dizer o que dizem. Não é malicioso. Elas simplesmente não percebem o quanto impactam um ator impressionável - e todos os atores são impressionáveis". A partir de então, ela decidiu "apenas construir um muro ao meu redor", para lidar com a decepção de não conseguir um papel.  Em Los Angeles, Smith apareceu em produções teatrais de Living on Salvation Street, pelas quais recebeu US$ 14 por cada apresentação, Boys and Girls/Men and Women e How the Other Half Loves, e desempenhou o papel recorrente de Louella Waters na série Brothers da Showtime. Ela apareceu nos filmes The Legend of Billie Jean e Ginger Ale Afternoon (1989) como "garotas de trailers". Mais tarde, ela falou sobre seu arrependimento por ter aparecido neste último em seu show solo More.

### Os Simpsons
É um golpe de sorte feliz. Quando ela foi escalada em 1987, eu simplesmente gostei do som da voz dela. Ela também é uma ótima atriz. Em geral, pessoas que ganham a vida fazendo vozes em desenhos animados nem sempre são ótimas para nós. A maioria dos desenhos animados quer coisas animadas e cartunescas. Yeardley é capaz de passar por momentos de grande emoção e extraí-los ao máximo.

— Matt Groening sobre o estilo vocal de Smith
O papel mais longo de Smith é dublar Lisa Simpson em Os Simpsons. Ela dubla Lisa desde 1987, começando com os curtas dos Simpsons no The Tracey Ullman Show. Smith foi inicialmente convidada para fazer um teste para o papel do irmão de Lisa, Bart, mas a diretora de elenco Bonita Pietila achou que sua voz era muito alta. Smith mais tarde lembrou "Eu sempre soei muito como uma menina, li duas falas como Bart e eles disseram: 'Obrigada por vir!'" Smith recebeu o papel de Lisa, em vez disso. Ela nega os rumores de que quase recusou o papel, embora admita que nunca planejou uma carreira em dublagem. Pietila afirmou que, tendo-a visto em Living on Salvation Street, Smith sempre foi sua escolha preferida. Smith levanta a voz ligeiramente para desempenhar o papel. Lisa é a única personagem regular dublada por Smith, embora em alguns episódios anteriores, ela tenha fornecido alguns dos guinchos de Maggie e partes ocasionais de fala. Smith só dublou personagens além de Lisa em ocasiões muito raras, com esses personagens geralmente sendo algum derivado de Lisa, como Lisa Bella em "Last Tap Dance in Springfield" e Lisa Jr. em "Missionary: Impossible" (ambos da 11ª temporada em 2000). Smith passa dois dias por semana gravando o show.
Até 1998, Smith recebia US$ 30.000 por episódio. Durante uma disputa salarial em 1998, a Fox ameaçou substituir os seis dubladores principais por novos atores, chegando ao ponto de se preparar para escalar novas vozes. No entanto, a disputa foi logo resolvida e ela recebeu US$ 125.000 por episódio até 2004, quando os dubladores exigiram que recebessem US$ 360.000 por episódio.  A questão foi resolvida um mês depois, e Smith ganhou US$ 250.000 por episódio. Após renegociações salariais em 2008, os dubladores receberam cerca de US$ 400.000 por episódio. Três anos depois, com a Fox ameaçando cancelar a série a menos que os custos de produção fossem cortados, Smith e os outros membros do elenco aceitaram um corte salarial de 25%, caindo para pouco mais de US$ 300.000 por episódio.
Apesar de seu papel mundialmente famoso, Smith raramente é reconhecida em público, o que ela não se importa, dizendo: "é maravilhoso estar no meio de todo esse hype sobre o show, e as pessoas gostando tanto do show, e ser totalmente uma mosca na parede; as pessoas nunca me reconhecem apenas pela minha voz." Em uma entrevista de 2009 com o The Guardian, ela comentou: "É o melhor trabalho de todos os tempos. Não tenho nada além de gratidão pela quantidade de liberdade que Os Simpsons me trouxeram na minha vida." 
Smith recebeu um prêmio Primetime Emmy em 1992, mas sentiu que não valia nada, dizendo "há uma parte de mim que sente que nem foi um Emmy de verdade". O Emmy de Melhor Performance de Dublagem é uma Arte Criativa e não é entregue durante a transmissão no horário nobre e, antes de 2009, era um prêmio com júri sem indicações. No entanto, Smith diz "se eu tivesse que ser associado a um personagem na ficção, sempre ficaria emocionado por ser Lisa Simpson". O criador do programa, Matt Groening, chamou Smith de muito semelhante a Lisa: "Yeardley tem fortes visões morais sobre sua personagem. Há falas que são escritas para Lisa que Yeardley lê e diz: 'Não, eu não diria isso. ' " O escritor Jay Kogen elogiou sua atuação no programa, particularmente no episódio "Lisa's Substitute ", como capaz de "passar da comédia para algo realmente forte, sério e dramático".

### Carreira futura
De 1991 a 1994, ao lado de Os Simpsons, Smith foi um dos membros do elenco principal na sitcom Herman's Head como Louise. Seus outros papéis na televisão incluem aparições recorrentes como Marlene em Dharma & Greg, e Penny em dois episódios de Dead Like Me. Smith também apareceu em Phil of the Future e Teen Angel. Seu papel de uma cena como a caixa grávida Nancy em City Slickers de 1991 lhe rendeu "mais atenção do que todos os [seus] papéis anteriores combinados", e lhe ensinou "que é muito melhor ter pequenos papéis em grandes filmes que todos veem". Em 1997, ela apareceu como Lulu, a leitora de mãos, no filme independente Just Write. Seus outros papéis incluem papéis em Toys de Barry Levinson e Melhor É Impossível de James L. Brooks. Brooks, que também é produtor executivo de Os Simpsons, havia escalado Smith para seu filme de 1994 I'll Do Anything (em um dos números musicais do filme), mas sua parte foi cortada. Além de Os Simpsons, Smith gravou poucas partes de dublagem, apenas comerciais e o filme We're Back! A Dinosaur's Story. Ela "teve um agente de dublagem por cerca de dois anos, e eu costumava sair [em audições] o tempo todo, mas nunca deu em nada. Todo mundo dizia: 'Oh Yeardley, você vai limpar', e esse definitivamente não foi o caso."
Em 2004, Smith apresentou seu próprio show solo off-Broadway intitulado More no Union Square Theatre em Nova York. Dirigido por Judith Ivey, a peça é sobre seus sentimentos confusos sobre o sucesso de Os Simpsons, seus pais, seus relacionamentos e suas lutas contra a bulimia. A crítica doThe New York Times Margo Jefferson chamou-o de um "show atraente, embora longo demais", acrescentando que "A narrativa da carreira precisava ser encurtada. Isso envolveria alguma edição e revisão, mas não mancharia as melhores partes de More. É revigorante ouvir uma celebridade falar abertamente sobre ser movida pela fama e sobre não obter o diploma ou o tipo de fama que você desejava. É divertido assistir a uma atriz habilidosa usar seu ofício ao máximo." Mais tarde, ela apresentaria a peça por três semanas em Los Angeles no ano seguinte.
Smith estrelou e atuou como produtora executiva da comédia romântica independente Waiting for Ophelia, que foi lançada em 2009. Ela financiou o filme, que foi escrito por Adam Carl e baseado em uma peça de teatro que ele escreveu em 2003. Ela disse: "Eu adorei. Nunca consigo interpretar papéis assim. Sempre interpreto a amiga de uma amiga, nunca a protagonista. E o roteiro me surpreendeu." Carl afirmou que era muito improvável que ela recuperasse seu dinheiro, mas Smith decidiu que "acreditava neste projeto, e minhas expectativas já foram cumpridas ao fazer o filme", e acrescentou: "Você pode apoiar a arte mesmo que ela não vá render um zilhão de dólares." Estreou em 4 de abril de 2009, no Festival de Cinema de Phoenix.
Em 2011, Smith estrelou como Sra. Miller no filme The Chaperone ao lado de Triple H e Ariel Winter.
Em junho de 2016, a Human Rights Campaign lançou um vídeo em homenagem às vítimas do tiroteio na boate de Orlando; no vídeo, Smith e outros contaram as histórias das pessoas mortas lá. Em 30 de março de 2019, Smith foi homenageada com o Prêmio Nacional de Liderança da Campanha pelos Direitos Humanos em Los Angeles por seu trabalho como defensora da comunidade LGBT.
Em 2017, Smith iniciou um podcast, Small Town Dicks, que explora crimes da vida real em pequenas cidades dos Estados Unidos. Smith co-apresentou o podcast com a atriz e amiga de longa data Zibby Allen até março de 2019, quando as duas entraram com ações judiciais uma contra a outra, com Allen acusando Smith de tirá-la da propriedade e dos direitos de lucro do programa.

## Política
Smith é uma democrata de longa data.
Em 2018, Smith zombou do republicano Ted Cruz depois de rotular o Partido Democrata de "o partido de Lisa Simpson". Smith recomendou que pessoas com opiniões políticas diferentes deveriam poder trabalhar juntas no controle de armas, promovendo os direitos dos homossexuais e o ambientalismo.

## Vida pessoal
Smith casou-se com o ator inglês-canadense Christopher Grove em 1990. Eles se divorciaram em 1992, alegando diferenças irreconciliáveis.
Em uma entrevista de 1997 ao The Daily Targum, Smith afirmou: "Sou tímida, mas tenho uma pessoa extrovertida em quem posso recorrer quando preciso", e que ela é uma atriz "privada".
Ela se casou com Daniel Erickson em 2002; o casamento durou seis anos e Smith pediu o divórcio em 21 de maio de 2008, alegando diferenças irreconciliáveis.
Em 2009, ela comentou: "As pessoas me disseram que sou modesta. É verdade, sou a pior celebridade de todos os tempos. Mas estou tentando melhorar."
Smith teve bulimia quando era adolescente. Ela observou: "Isso me deixaria chapada, sentiria endorfinas e uma grande sensação de vitória."
Smith gosta de escrever e pintar. Durante a primeira temporada de Herman's Head, Smith aprendeu sozinha a pintar copiando outros artistas. O livro Just Humor Me inclui uma história, "The Race", escrita por Smith. Ela escreveu um livro infantil, I, Lorelei, publicado pela HarperCollins em fevereiro de 2009.
Em 2011, Smith lançou uma linha de calçados femininos chamada Marchez Vous.
Em novembro de 2021, Yeardley se destacou por produzir um podcast sobre o assassinato de Sheila Anderson, um dos mais notórios assassinatos não resolvidos da Escócia.
Em 11 de junho de 2022, Smith se casou com um dos co-apresentadores de seu podcast, Small Town Dicks, o detetive (aposentado) Dan Grice. Ela o conheceu enquanto ele fornecia segurança pessoal para ela durante um evento dos Simpsons.

## Filmografia

### Cinema
| Ano  | Título                                            | Papel                                   | Notas                                             |
| ---- | ------------------------------------------------- | --------------------------------------- | ------------------------------------------------- |
| 1985 | Heaven Help Us                                    | Kathleen                                |                                                   |
| 1985 | The Legend of Billie Jean                         | Putter                                  |                                                   |
| 1986 | Maximum Overdrive                                 | Connie                                  |                                                   |
| 1987 | Three O'Clock High                                | Líder de Torcida                        |                                                   |
| 1989 | Listen to Me                                      | Cootz                                   |                                                   |
| 1989 | Silence Like Glass                                | Karen                                   |                                                   |
| 1989 | Ginger Ale Afternoon                              | Bonnie Cleator                          |                                                   |
| 1991 | City Slickers                                     | Nancy                                   |                                                   |
| 1992 | Toys                                              | Pesquisadora Miss Drum                  |                                                   |
| 1993 | We're Back! A Dinosaur's Story                    | Cecilia Nuthatch (voz)                  |                                                   |
| 1996 | Jingle All the Way                                | Mulher que bate em Howard com sua bolsa | Não creditada                                     |
| 1997 | Just Write                                        | Lulu                                    |                                                   |
| 1997 | Melhor É Impossível                               | Jackie Simpson                          |                                                   |
| 2002 | Back by Midnight                                  | Veronica                                |                                                   |
| 2007 | Os Simpsons - o Filme                             | Lisa Simpson (voz)                      |                                                   |
| 2009 | The Pinky:st. Movie                               | Jennifer (voz)                          |                                                   |
| 2009 | Waiting for Ophelia                               | Caitlin O'Malley                        | Aguardando lançamento; também produtora executiva |
| 2009 | Miracle of Phil                                   | Holly                                   | Aguardando lançamento                             |
| 2009 | Tug                                               | Mãe                                     |                                                   |
| 2010 | High School                                       | Professora                              | Cameo                                             |
| 2010 | Virginia                                          | Mrs. Whitaker                           |                                                   |
| 2011 | The Chaperone                                     | Ms. Miller                              |                                                   |
| 2011 | New Year's Eve                                    | Maude                                   |                                                   |
| 2011 | Spork                                             | Ms. Danahy                              |                                                   |
| 2016 | Miles                                             | Mrs. Armstrong                          |                                                   |
| 2018 | All Square                                        | Beaches                                 | Produtora                                         |
| 2021 | The Good, the Bart, and the Loki                  | Lisa Simpson (voz)                      | Curta-metragem                                    |
| 2021 | Plusaversary                                      | Lisa Simpson (voz)                      | Curta-metragem                                    |
| 2022 | When Billie Met Lisa                              | Lisa Simpson (voz)                      | Curta-metragem                                    |
| 2022 | Welcome to the Club                               | Lisa Simpson, Branca de Neve (voz)      | Curta-metragem                                    |
| 2022 | The Simpsons Meet the Bocellis in "Feliz Navidad" | Lisa Simpson (voz)                      | Curta-metragem                                    |

### Televisão
| Ano           | Título                                                  | Papel                                    | Notas                                                 |
| ------------- | ------------------------------------------------------- | ---------------------------------------- | ----------------------------------------------------- |
| 1984          | ABC Afterschool Special                                 | Jenny                                    | Episódio: "Mom's on Strike"                           |
| 1987–1989     | Brothers                                                | Louella Waters                           | 46 episódios                                          |
| 1985          | The Recovery Room                                       | Jill                                     | Telefilme                                             |
| 1986          | Tales from the Darkside                                 | Betty Ann Cooper                         | Episódio: "Fear of Floating"                          |
| 1986          | Mama's Family                                           | Bonita Rokiki                            | Episódio: "Where There's Smoke"                       |
| 1987          | Square One Television (Mathnet)                         | Jane Rice-Burroughs                      | 4 episódios                                           |
| 1987–1989     | The Tracey Ullman Show                                  | Lisa Simpson (voz)                       | Curtas de The Simpsons                                |
| 1988          | CBS Summer Playhouse                                    | Paula Bennett                            | Episódio: "Tickets, Please"                           |
| 1989          | Murphy Brown                                            | Phoebe Cramer                            | Episódio: "Miles' Big Adventure"                      |
| 1989–presente | Os Simpsons                                             | Lisa Simpson (voz) / Ela mesma           | Elenco principal; Emmy do Primetime de melhor locução |
| 1990          | Sydney                                                  | Tracy Cole                               | Episódio: "The Me Nobody Knows"                       |
| 1990          | 42nd Primetime Emmy Awards                              | Lisa Simpson (voz)                       | Especial de televisão                                 |
| 1991–1994     | Herman's Head                                           | Louise Fitzer                            | Elenco principal; 32 episódios                        |
| 1991          | Sesame Street                                           | Lisa Simpson (voz)                       | Episódio; Celebrity Monster in the Mirror             |
| 1991–2004     | Rugrats                                                 | Brown Dummy Bear, vozes adicionais (voz) |                                                       |
| 1992          | Likely Suspects                                         | Personagem não nomeada                   | Episódio: "Am I Not Your Stiff"                       |
| 1994          | Empty Nest                                              | Sally                                    | Episódio: "Just for Laughs"                           |
| 1997          | Toothless                                               | Porteira                                 | Telefilme                                             |
| 1997          | Smart Guy                                               | Sra. Rawlings                            | Episódio: "Dumbstruck"                                |
| 1997          | Teen Angel                                              | Senhora Gross                            | Episódio: "Jeremiah Was a Bullfrog"                   |
| 1997–2002     | Dharma & Greg                                           | Marlene                                  | 17 episódios                                          |
| 1998          | Sports Night                                            | Malory Moss                              | Episódio: "Intellectual Property"                     |
| 1999          | Nash Bridges                                            | Stevie Strong                            | Episódio: "Crosstalk"                                 |
| 2001          | Last Dance                                              | Personagem não nomeada                   | Telefilme                                             |
| 2003          | Becker                                                  | Ruby                                     | Episódio: "Ms. Fortune"                               |
| 2004          | Dead Like Me                                            | Penny                                    | Episódios "Forget Me Not" e "Always"                  |
| 2005          | Phil of the Future                                      | Mandy Teslow                             | Episódio "Double Trouble" e "Corner Pocket"           |
| 2005          | Strong Medicine                                         | Agente do Real State                     | Episódio: "Dying Inside"                              |
| 2009          | Mad Men                                                 | Enfermeira                               | Episódio: "The Fog"                                   |
| 2009          | The Wishing Well                                        | Mary                                     | Telefilme                                             |
| 2010          | The Big Bang Theory                                     | Sandy                                    | Episódio: "The Einstein Approximation"                |
| 2010          | The Simpsons 20th Anniversary Special – In 3-D! On Ice! | Ela mesma / Lisa Simpson (voz)           | Especial de televisão                                 |
| 2012          | FOX 25th Anniversary Special                            | Lisa Simpson (voz)                       | Especial de televisão                                 |
| 2013          | Hot in Cleveland                                        | Margaret                                 | Episódio: "Corpse Bride"                              |
| 2014          | Revenge                                                 | Phyllis                                  | Episódio: "Renaissance"                               |
| 2014          | Family Guy                                              | Lisa Simpson (voz)                       | Episódio: "The Simpsons Guy"                          |
| 2014–2015     | The Mindy Project                                       | Carolyn                                  | Episódio: "Caramel Princess Time" e "Stanford"        |
| 2016          | Fresh Off the Boat                                      | Marie (funcionária da Costco)            | Episódio: "WWJD: What Would Jessica Do?"              |
| 2017          | Mom                                                     | Enid                                     | Episódio: "A Few Thongs and A Hawaiian Funeral"       |

### Videogames
| Ano  | Jogo                        | Papel        |
| ---- | --------------------------- | ------------ |
| 1991 | The Simpsons                | Lisa Simpson |
| 1996 | The Simpsons Cartoon Studio | Lisa Simpson |
| 1997 | Virtual Springfield         | Lisa Simpson |
| 1999 | The Simpsons Bowling        | Lisa Simpson |
| 2000 | The Simpsons Wrestling      | Lisa Simpson |
| 2001 | The Simpsons: Road Rage     | Lisa Simpson |
| 2002 | The Simpsons Skateboarding  | Lisa Simpson |
| 2003 | The Simpsons: Hit & Run     | Lisa Simpson |
| 2007 | The Simpsons Game           | Lisa Simpson |
| 2012 | The Simpsons: Tapped Out    | Lisa Simpson |

### Videoclipes
| Ano  | Música           | Papel        | Artista          |
| ---- | ---------------- | ------------ | ---------------- |
| 1990 | "Do the Bartman" | Lisa Simpson | Nancy Cartwright |

### Parques temáticos
| Ano  | Passeio           | Papel        |
| ---- | ----------------- | ------------ |
| 2008 | The Simpsons Ride | Lisa Simpson |

### Podcasts
| Ano           | Título                             | Função                                     |
| ------------- | ---------------------------------- | ------------------------------------------ |
| 2017–presente | Small Town Dicks                   | Co-apresentadora                           |
| 2019          | Harmontown                         | Convidada especial (episódio 337)          |
| 2020          | Jensen and Holes: The Murder Squad | Convidada especial (20 de Janeiro de 2020) |
| 2021          | I Said No Gifts!                   | Convidada especial (3 de Junho de 2021)    |
| 2022          | The Adam Carolla Show              | Convidada especial (20 de Março de 2022)   |